# Урангайський сільський округ
Уранга́йський сільський округ (каз. Ұранғай ауылдық округі, рос. Урангайский сельский округ) — адміністративна одиниця у складі Сауранського району Туркестанської області Казахстану. Адміністративний центр — село Урангай.
Населення — 7965 осіб (2021; 6929 у 2009, 5552 у 1999, 4412 у 1989).
Станом на 1989 рік існувала Урангайська сільська рада (села Бостандик, Єнбекшидіхан, Кошкорган, Урангай). 2009 року територія площею 73,95 км² разом з селом Єнбекшидіхан було передано до складу Іаського сільського округу.

## Склад
До складу округу входять такі населені пункти:
| Населений пункт      | Колишні назви | Населення, осіб (1989) | Населення, осіб (1999) | Населення, осіб (2009) | Населення, осіб (2021) |
| -------------------- | ------------- | ---------------------- | ---------------------- | ---------------------- | ---------------------- |
| Бостандик, село      | -             | 885                    | 1116                   | 1171                   | 1200                   |
| Кошкорган, село      | -             | 782                    | 1007                   | 1209                   | 1551                   |
| Урангай, село        | -             | 2745                   | 3429                   | 4549                   | 5199                   |
| --Будинок Салімбаєва | -             | -                      | -                      | -                      | 6                      |
| --Будинок Шаходжаєва | -             | -                      | -                      | -                      | 3                      |
| --Радіоцентр         | -             | -                      | -                      | -                      | 6                      |